# Баусан-Ђово (Торино)
Баусан-Ђово је насеље у Италији у округу Торино, региону Пијемонт.
Према процени из 2011. у насељу је живело 77 становника. Насеље се налази на надморској висини од 581 м.